# Adrian Foncette
Adrian Foncette (10 ottobre 1988) è un calciatore trinidadiano, portiere del Police.

## Carriera

### Club
Ha giocato nel campionato trinidadiano e statunitense.

### Nazionale
Ha esordito in Nazionale nel 2016.